# Podokesauridae
Podokesauridae is de familienaam die een tijdje is gebruikt voor een groep van uitgestorven theropode dinosauriërs, die leefden in het Vroeg-Jura, zo'n 195 miljoen jaar geleden.
In 1914 benoemde Friedrich von Huene een familie Podokesauridae om Podokesaurus een plaats te geven. Deze werd een tijdje gezien als een groep "primitieve" roofsauriërs. Tegenwoordig wordt Podokesaurus meestal bij de Coelophysidae ondergebracht en is het begrip Podokesauridae daarmee overbodig geworden. Paul Sereno wees er echter op dat Podokesauridae een prioriteit heeft van veertien jaar ten opzichte van Coelophysidae en dit laatste dus een jonger synoniem is. Dit gegeven wordt echter algemeen genegeerd. Een definitie als klade ontbreekt.